# کوین واراس
کوین واراس (انگلیسی: Kevin Varas؛ زادهٔ ۲۶ مهٔ ۱۹۹۳) بازیکن فوتبال اهل اکوادور است.